# Trachylepis dichroma
Espèce
Statut de conservation UICN

 LC  : Préoccupation mineure
Trachylepis dichroma est une espèce de sauriens de la famille des Scincidae.

## Répartition
Cette espèce se rencontre au Kenya et en Tanzanie.

## Publication originale
- Günther, Whiting & Bauer, 2005 : Description of a new species of African skink of the genus Trachylepis (Reptilia: Squamata: Scincidae). Herpetozoa, vol. 18, no 1-2, p. 11-24 (texte intégral).